# Nifelhem

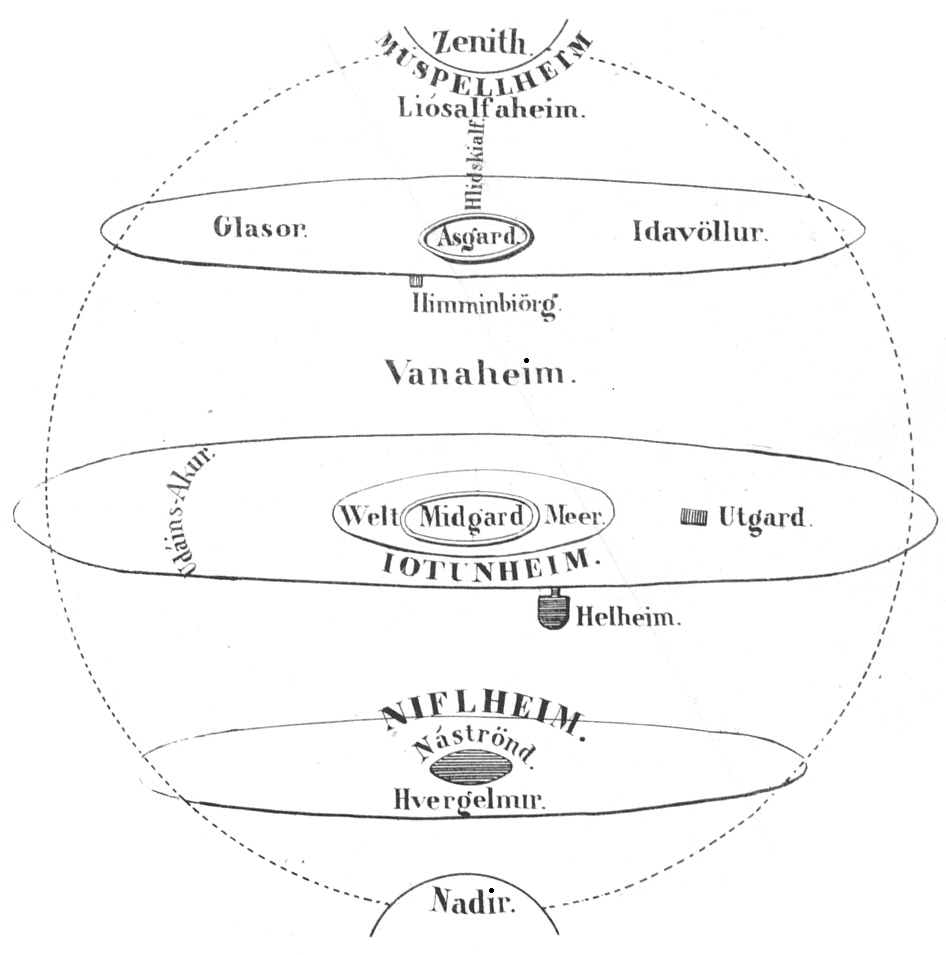
Ett försök att illustrera den fornnordiska kosmogonin av Henry Wheaton (1831). Nifelhem ses längst ned på bilden.

Nifelhem eller Nivelhem (fornisländska Niflheim, ”den dimhöljda världen”) är i nordisk mytologi namnet på ett mytologiskt isrike i norr. Metaforiskt används det även som namn på det underjordiska dödsriket, även kallat Niflhel.
Snorre Sturlasson framställde i Eddan en skapelsemyt där världen skapades då snö från Nivelhem mötte eld från Muspelhem.
Nifelhem anges vara den mörka och obehagliga köldens rike norr om Ginnungagap. I dess mitt ligger källan Vergelmer varifrån elva floder rinner. Slid (”farlig”) en underjordisk älv, fylld av svärd och knivar, flyter mot dödsriket i Nifelhem. Efter att Lokes dotter Hel fötts, kastades hon ner i Nifelhem, och där härskar hon över de döda i dödsrikets nio världar, visten. 
Vid Balders död, red Oden ned till Nifelhem på sin häst Sleipner. Där mötte han en spåvis kvinna, ”trenne tursars moder”, som beskriver denna ogästvänliga värld för honom. Motsatsen till Nifelhem är eldens rike Muspelheim.